# 遊園
《遊園》，香港劇場組合聯合藝術總監甄詠蓓的獨腳戲作品。由甄詠蓓、張藝生導演，甄詠蓓創作及演出。2005年於香港藝術中心上演。後應台灣國立中正文化中心邀請於國家戲劇院實驗劇場演出。
作品靈感來自戲曲《牡丹亭》，並加入現代元素及個人所感，在舞台上構築了一個充滿想像力和表演力的迷離花園。